# C. W. Ceram
CW Ceram (Berlín,20 de gener de 1915 - Hamburg,12 d'abril de 1972) és el pseudònim - anagrama del periodista, escriptor i autor alemany Kurt Wilhelm Marek, conegut pel seu treball de divulgació en el món de l'arqueologia. Va optar per escriure amb aquest pseudònim per distanciar-se del seu treball anterior com a propagandista del Tercer Reich.

## Biografia
Durant la Segona Guerra Mundial va ser membre dels serveis de propaganda del Tercer Reich Durant aquest període va escriure Wir hielten Narvik (1941) i Rote Spiegel - überall am Feind. Von den Kanonieren des Reichsmarschalls (1943).

El 1949, va escriure la seva obra més famosa, Götter, Gräber und Gelehrte — traduït amb el títol "Dioses, tumbas y sabios,". Es tracta d'una història de l'arqueologia, decididament concebuda com una obra de divulgació, tal com ell mateix la presenta a la introducció. :
| « | “Aquest llibre no té cap ambició científica. El seu propòsit és més aviat destacar la naturalesa emocionant, dramàtica i profundament humana de determinades investigacions científiques. Per tant, l'estudiós considerarà aquest llibre com una obra "popular". De fet, aquest és exactament el meu punt. Em va semblar que aquesta rica ciència, els adeptes de la qual eren alhora aventurers i homes d'estudi, romàntics entusiastes i intel·lectuals reflexius, aquesta ciència que cobreix tant el temps com l'espai, havia estat soterrada sota publicacions especialitzades. » | » |

Aquest llibre es va traduir ràpidament a 28 idiomes i ha estat objecte de reedicions regulars i nombroses fins avui. Continua sent un referent i ha venut cinc milions de còpies.
El 1954, Ceram es va traslladar als Estats Units, a Woodstock, Nova York, però va ser a Hamburg on va morir l'11 d'abril de 1972. Un premi d'arqueologia porta el seu nom, el "Ceram Preis".

## Obres
- El mundo de la arqueología, Destino (2002) ISBN 978-84-233-3420-9
- El misterio de los hititas, Orbis (1985)[4] ISBN 978-84-7634-106-3
- Notas provocativas, Destino (1962) ISBN 978-84-233-0101-0

- Wir hielten Narvik, 1941, amb el seu nom, Marek.
- Rote Spiegel - überall am Feind. Von den Kanonieren des Reichsmarschalls, 1943.
- Götter, Gräber und Gelehrte, (1949), com Ceram. Dioses, tumbas y sabios, Destino (2008)[5] ISBN 978-84-233-4079-8
- El mundo de la arqueología.
- El secreto de los hititas (Enge Schlucht und schwarzer Berg: Entdeckung des Hethiter-Reiches, 1955).
- Provokatorische Notizen, 1960.
- Yestermorrow: Notes on Man's Progress, 1961.
- Eine Archäologie des Kinos, (1965). Arqueología del cine, Destino (1966)[6] ISBN 978-84-233-0096-9
- Hands on the Past: The Pioneer Archaeologists Tell Their Own Story, 1966
- Der erste Amerikaner, (1972). El primer americano: el enigma de los indios precolombinos, Destino (1973)[7] ISBN 978-84-233-0745-6
- Edità amb el seu nom real, Eine Frau in Berlin, 1954, recuperat el 2003. Una mujer en Berlín, Barcelona, Anagrama, 2005 y 2013